# محدودیت پادشاه
محدودیت پادشاه (به تامیلی: Seemaraja) یا پادشاه منطقه (به انگلیسی: King of the district) فیلمی هندی محصول سال ۲۰۱۸ و به کارگردانی پونرام است. در این فیلم بازیگرانی همچون سیوا کارتیکیان، سامانتا روت پرابو، لال، سیمران، سوری، ناپلئون، کرتی سورش و یوگی بابو ایفای نقش کرده‌اند.